# Fli4l
fli4l, (flexible internet routeur pour linux, anciennement floppy isdn pour linux) est une distribution Linux qui est basée sur un système Linux Debian, sa tâche principale est de créer un routeur. Cette distribution a été conçue dans le but de simplifier la configuration et de supporter du matériel ancien. elle peut être exécutée à partir d'une disquette, mais aussi par d'autres périphériques.
Cette distribution a été créée par Frank Meyer dans les années 2000 en Allemagne, l'idée de départ était de créer un routeur pour une connexion ISDN (ou RNIS en France) qui pourrait tenir sur une disquette. Il a aussi écrit un petit programme (imon-like) pour afficher le statut du routeur sous Windows. Cette distribution est encore aujourd'hui très active, elle est en constante évolution par rapport au matériel informatique, au logiciel utilisé et surtout à la sécurité du réseau informatique.

## Particularités
fli4l est un système modulaire, il est dénommé OPT-pakete (ou paquetage optionnel). Cela veut dire que seuls les paquetages nécessaires à la création du routeur personnalisé sont téléchargés. Ces paquetages seront décompressés dans l'arborescence fli4l, les fichiers de configurations avec l'extension (.txt) seront rassemblés dans le dossier config et pourront être paramétrés avec un éditeur de texte, à la suite de quoi l'usager pourra construire les archives de boot à l'aide du script (mkfli4l.sh) pour Linux ou (mkfli4l.bat) pour Windows.
Aucune connaissance de Linux n'est nécessaire pour installer un routeur fli4l, mais certaines connaissances dans le domaine des réseaux informatiques sont requises pour la configuration des paquetages. Il est possible de configurer et construire les archives fli4l sous Windows, sous Linux et Unix.
Le matériel minimal nécessaire pour fli4l est un ordinateur équipé d’un processeur Pentium MMX avec 64 Mio de RAM et  (selon la configuration) une à deux cartes réseaux. fli4l peut être installé sur un disque dur, mais depuis la version 3.0.0 fli4l offre également la possibilité d’utiliser une carte CompactFlash afin de créer une installation exécutable, elle doit être placée dans un adaptateur CF/IDE pour qu'elle soit bootable. Cette distribution prend également en charge, la création d'image ISO pour une installation par CD-ROM, l'installation par modules DOC/DOM utilisé dans les systèmes embarqués, l'installation par PXE système permettant de démarrer depuis une interface réseau filaire et l’installation par clé USB.
fli4l utilise pour le routage soit une carte Ethernet et une des connexions suivantes xDSL, ISDN ou UMTS, soit entre deux cartes Ethernet. De plus, fli4l a la possibilité via Internet ou le WLAN d'utiliser OpenVPN ou PPTP (Poptop) pour des connexions cryptées.
Depuis la version 3.2 avec le noyau 2.6.16.56, fli4l prend en charge les adaptateurs standard USB2/Port Série et les nouvelles cartes Wi-Fi de marque Intel et Ralink.
Depuis la version 3.6 avec le noyau 2.6.32, fli4l prend en charge l’UMTS et l’IPv6.
La version 3.10 est basé sur la série 3.16 du noyau Linux, elle apporte non seulement une amélioration pour le matériel, mais aussi une amélioration de la configuration du pare-feu et du support IPv6
La documentation de fli4l couvre l’installation et la configuration des paquetages. Il y a également une documentation pour les développeurs, qui peut les aider à créer des paquetages supplémentaires pour fli4l. La documentation est en allemand, en français et en anglais.

## Version
L'équipe fli4l travaille sur deux versions, une version stable et une version en cours de développement, voir le site Internet.
La version stable 3.10.18 est basée sur la série 3.16 du noyau Linux, cette version inclut également un système d'installation par virtualisation en utilisant Xen ou KVM. elle peut être utilisées sur les plus récents systèmes embarqués comme par exemple les  APU, les systèmes ALIX, Soekris et la série EPIA.
La version 4.0 de développement (version tarball) utilise la serie 4.1 du noyau Linux, l'administration de cette version a été complètement modifiée, la gestion et la configuration des composants (les soi-disant circuits) ont été améliorées, entre autres,  l'utilisation de plusieurs connexions WAN en parallèle (par exemple DSL, ISDN et UMTS).

## Paquetage optionnel
Pour étendre les fonctionnalités de base, un large éventail d'applications est disponible dans la base de données OPT. Par exemple, vous pouvez utiliser les paquetages optionnels pour l'observation et le statut du routeur fli4l ou pour installer un serveur d'impression. Certains paquetages supplémentaires ont été développés par l’équipe fli4l et sont mis à disposition pour les utilisateurs.

## Contrôle de fli4l
Le routeur fli4l peut être contrôlé et surveillé à l’aide de l’interface web via le navigateur. En outre, le programme imonc (moniteur client RNIS) pour Windows et Linux (GTK) se présente comme une alternative à l'interface web. Il contrôle et surveille aussi le routeur, il permet également de mettre à jour le routeur fli4l à distance.